# Batalion „Fulmine”
Batalion „Fulmine” (wł. Battaglione "Fulmine") –  oddział wojskowy Sił Zbrojnych RSI pod koniec II wojny światowej.
Batalion został sformowany z inicjatywy oficera MAS ppłk. Luigiego Carallo w marcu 1944 w La Spezii na bazie 2 kompanii X Flotylli MAS. Składał się z trzech kompanii. Był podporządkowany dowództwu X Flotylli MAS. Włosi przeszli szkolenie w prowincji Lucca, po czym skierowano ich do zwalczania partyzantów. Od końca czerwca 1944 działali w rejonie Turynu i Cuneo, od listopada w rejonie Trevigiano. 5 listopada odbili z rąk partyzantów miejscowość Alba. W tym czasie została sformowana 4 kompania „Volontari di Francia”, składająca się z emigrantów włoskich mieszkających w południowej Francji. Pod koniec 1944 odeszła z batalionu grupa żołnierzy, którzy weszli w skład 29 Dywizji Grenadierów SS. Na przełomie 1944/1945 w ramach operacji antypartyzanckiej „Aquila” wraz z batalionami „Saggitario”, „Barbarigo”, „Lupo” i Nuotatori paracadutisti batalion „Fulmine” toczył ciężkie walki w okolicy Goriziano z oddziałami jugosłowiańskiego IX Korpusu Partyzanckiego, których kulminacją była krwawa bitwa pod miejscowością Tarnova della Selva. Batalion poniósł w niej straty sięgające 1/3 stanu liczebnego. Zmuszono jednak oddziały jugosłowiańskie do odwrotu. W lutym 1945 Włosi operowali w okolicy Treviso, zaś w marcu i kwietniu Vicenzy. Poddali się amerykańskiej 88 Dywizji Piechoty w Schio 30 kwietnia. Dewizą batalionu było: Sposi Della Vita Amanti della Morte.